# 冯特君
冯特君（1932年9月—2020年6月18日），湖南长沙人，中国国际政治学者，中国人民大学国际关系学院教授。

## 生平
1932年9月生于湖南长沙。1952年8月毕业于湖南省立第一中学，之后在湖南省教育厅政治辅导员训练班和中共湖南省委党校学习。1954年调至中共长沙市委统战部工作。1955年6月加入中国共产党。1956年响应“向科学进军”号召，进入中国人民大学进修，1960年毕业后留校马列主义政治学系国际共产主义运动教研室任教。文化大革命后期曾在北京大学国际政治系任教。1978年后，历任中国人民大学科学社会主义系（后改为国际政治系）民族解放运动研究室副主任、世界政治经济与国际关系教研室主任。1979年至1981年，在南斯拉夫萨格勒布大学政治科学学院进修。1991年晋升教授。1999年退休。
冯特君长期从事国际共产主义运动和民族解放运动的教学和研究工作。兼任中国国际关系学会常务理事，北京市高校国际政治教学研究会理事长等职。2020年6月18日在北京逝世。

## 著作
主要论文
- 冯特君. . 河南社会科学. 2002, (1): 30-32.
- 冯特君. . 求是. 2000, (9): 59-62. ISSN 1002-4980.
- 冯特君. . 外交评论：外交学院学报. 2000, (4): 18-22. ISSN 1003-3386.
- 冯特君. . 教学与研究. 1997, (3): 49-51.
- 冯特君. . 国际政治研究. 1995, (3): 32-36. ISSN 1671-4709.
- 冯特君. . 国际政治研究. 1991, (4): 8-11. ISSN 1671-4709.
- 冯特君. . 外交评论：外交学院学报. 1991, (3): 36-41. ISSN 1003-3386.
- 冯特君. . 实事求是. 1991, (1): 25-27. ISSN 1003-4641.
- 冯特君. . 外交评论：外交学院学报. 1989, (1): 73-78. ISSN 1003-3386.
- 冯特君. . 马克思主义研究. 1985, (3): 293-305. ISSN 1006-5199.

编著
- 《当代世界政治经济与国际关系》第一版（1988年）、第二版（1993年）、第四版（2008年）、第五版（2012年）
- 《当代世界经济与政治》第一版（1998年）、第二版（2002年）、第三版（2005年）、第四版（2010年）、简明读本（2012年）
- 《1997年研究生入学考试政治应试综合辅导》（1996年）

共著
- 冯特君; 冯民安. . 开明出版社. 1997. ISBN 7300012086.
- 冯特君; 宋新宁. . 中国人民大学出版社. 1992. ISBN 7300012086.
- 冯特君; 王晓峰. . 中国人民大学出版社. 1991. ISBN 7300010946.
- 冯特君; 张心绪. . 中国人民大学出版社. 1989. ISBN 7300006965.